# 蘇州賈氏
蘇州賈氏（소주 가씨）是朝鮮半島上的一個姓氏，始祖是明神宗時跟隨明朝軍隊派來征討壬辰倭亂的將士賈維鑰(가유약)。
根據大韓民國政府在1985年的戶籍統計，現時蘇州賈氏的後人在韓國生活的有7894人，在全國排行第111位。

## 外部連結
- 姓氏情報：蘇州賈氏 （页面存档备份，存于） (韓語)